# ニウデゲイ
ニウデゲイ（モンゴル語: Ni'udegei、? - 1360年）は、大元ウルスに仕えたアルラト部出身の高官の一人。モンゴル帝国建国の功臣の一人、アルラト部のボオルチュの玄孫に当たる人物。
『元史』などの漢文史料では紐的該(niŭdegāi)と記される。

## 概要
『元史』紐的該伝にはボオルチュの玄孫であったと記されるが、同世代のボオルチュ家当主アルクトゥと違って父親が誰であるかは記されていない。早くからケシクテイ（親衛隊）に仕え、後至元5年（1339年）にはモンゴル高原を統轄する嶺北等処行中書省に入った。モンゴル高原では不公正な法事30条余りを整理したことでその才幹を認められ、昇格して知嶺北行枢密院事とされた。
至正15年（1355年）からは中書平章政事として中書省に転属となり、更にそこから知枢密院事（枢密院の長官）に昇格となった。至正17年（1357年）に入ると、太尉として叛乱鎮圧のため山東方面へ赴き、東昌路に鎮守した。至正18年（1358年）には田豊率いる反乱軍が済寧路を陥落させ、続いて東昌路にも攻撃を仕掛けたため、ニウデゲイは糧食に乏しい東昌路を守りきるのは難しいとみていち早く撤退を決断し、東昌路は田豊軍の占拠する所となった。その後も田豊は活動を続けたが、最終的に河南軍閥のココ・テムルによって殺害された。
その後、朝廷に戻ったニウデゲイは中書左丞相の地位を与えられ、太平（タイピン）とともに国政に当たった。この頃、一時大元ウルスに服属していた張士誠はニウデゲイの江南に対する処置がみな時宜を得ていることに感服したという。その後、病となったニウデゲイは知枢密院事に移った。この頃、太平は皇太子アユルシリダラと奇皇后を巡る政争に巻き込まれており、病床にあるニウデゲイは「太平は宰相たる才気の持ち主である。我が病に倒れ、太平もまた丞相の地位を退かなければならないのはまことに惜しむべきである」と周囲に語ったという。ニウデゲイは至正20年（1360年）正月に亡くなった。

## アルラト部広平王ボオルチュ家
- ナク・バヤン（Naqu Bayan ＞納忽伯顔/nàhū bǎiyán）
  - 右翼万人隊長ボオルチュ・ノヤン（Bo'orču ＞孛斡児出/bówòérchū,بورچى نويان/būrchī nūyān）
    - 右翼万人隊長ボロルタイ（Boroldai ＞孛欒台/bóluántái,بورالتای/būrāltāī）
      - 西方大将バルジク（Balčiq ＞班里赤/bānlǐchì,بالجیق/bāljīq）
      - ジルカミシュ（J̌irqamiš ＞جیرقامیش/jīrqāmīsh）
      - オルク・ノヤン＝御史大夫ウズ・テムル（Üz temür ＞玉昔帖木児/yùxī tièmùér,اور تیمور/ūz tīmūr）
        - 広平王ムラク（Mulaq ＞木剌忽/mùlàhū）
          - 広平王アルクトゥ（Arqtu ＞阿魯図/ālŭtú）

        - 万人隊長トオリル（To'oril ＞脱憐/tuōlián）
        - 御史大夫トクトガ（Toqtoγa ＞脱忒哈/tuōtèhā）
          - 知枢密院事ニウデゲイ（Ni'udegei ＞紐的該/niŭdegāi）

    - アジュル・ノヤン（Aǰul Noyan ＞阿朮魯/āzhúlŭ,اجل نویان/ājul nūyān）
    - エル・テムル（El temür ＞یل تمور/īltimūr）

  - オゲレ・チェルビ（Ögele Čerbi ＞斡闊烈闍里必/wòkuòliè shélǐbì,اوکلا جربی/ūkla jarbī）